# 美國憲法第二十二修正案
《美利堅合眾國憲法》第二十二修正案（英語：Twenty-second Amendment to the United States Constitution）簡稱「第二十二修正案」（Amendment XXII），规定了美国总统的任期制。该修正案于1947年3月21日由美国国会批准提交各州認可，并于1951年2月27日得到足夠数量的州批准而生效。
此修正案通過後，哈里·杜魯門的當前任期雖被豁免但放棄尋求續任，由此富蘭克林·羅斯福成為美國唯一擔任過四屆的總統。此前美國總統在憲法上並無任期限制，但因第一任總統乔治·华盛顿建立了僅任兩屆總統的先例，之後的總統幾乎都遵循任滿兩屆就下台的不成文慣例，直至此修正案生效後，確立總統最多只能擔任兩屆四年任期，即总共八年任期；已累计当选总统两次并擔任過兩屆總統任期的人，亦不允許隔一任期再參選，但对于担任两届总统任期后可否竞选副总统的问题尚存争议。

## 修正案内容

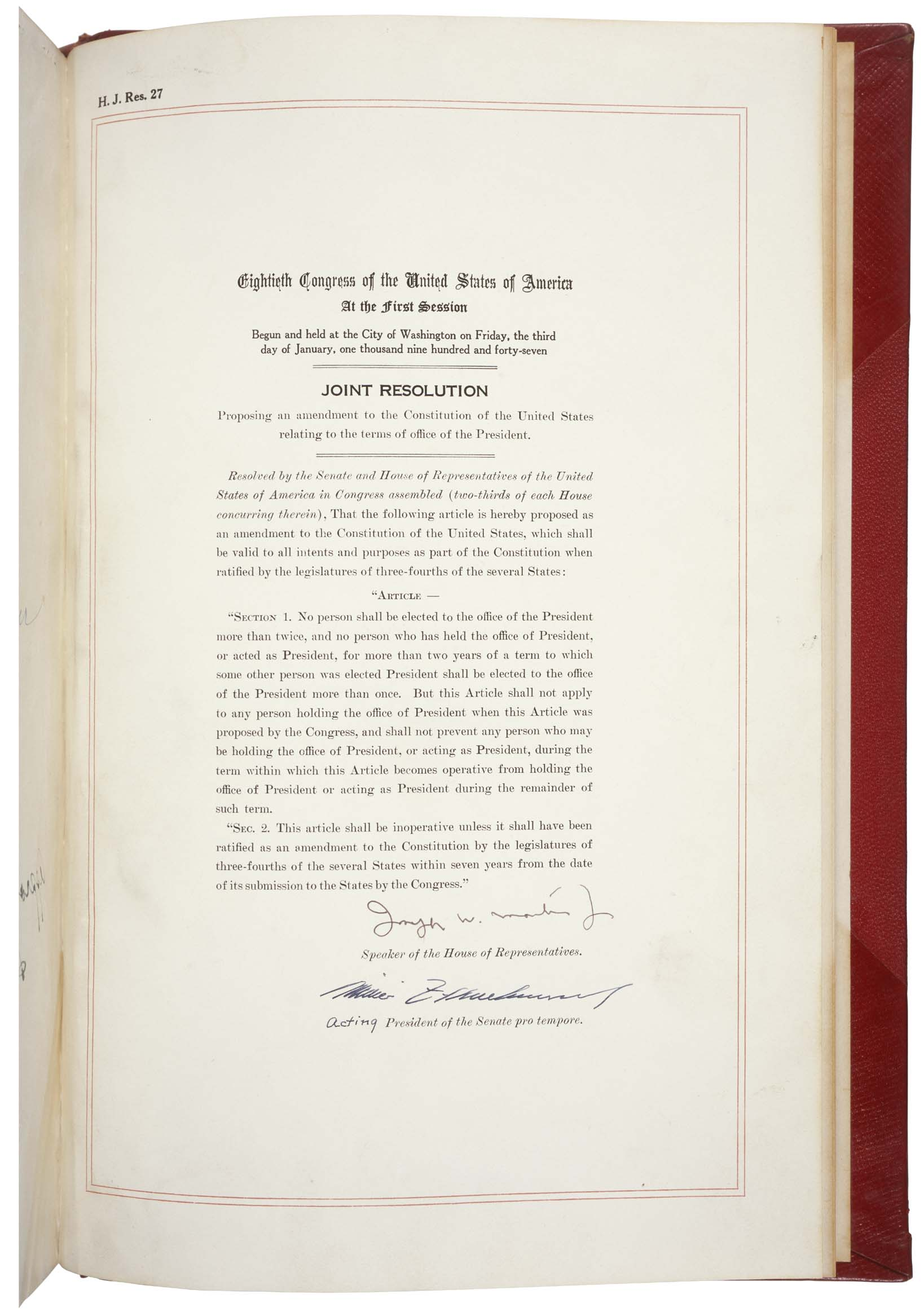
美国国家档案局保存的修正案文本

- Section 1. No person shall be elected to the office of the President more than twice, and no person who has held the office of President, or acted as President, for more than two years of a term to which some other person was elected President shall be elected to the office of President more than once. But this Article shall not apply to any person holding the office of President when this Article was proposed by Congress, and shall not prevent any person who may be holding the office of President, or acting as President, during the term within which this Article becomes operative from holding the office of President or acting as President during the remainder of such term.
- 第一款：无论何人，当选担任总统职务不得超过两次；无论何人，在他人当选总统任期内担任总统职务或代理总统超過两年，不得当选担任总统职务超過一次。但本条不适用于在国会提出本条时正在担任总统职务的任何人；也不妨碍本条在一届总统任期内生效时正在担任总统职务或代理总统的任何人，在此届任期结束前继续担任总统职务或代理总统。
- Section 2. This article shall be inoperative unless it shall have been ratified as an amendment to the Constitution by the legislatures of three-fourths of the several States within seven years from the date of its submission to the States by the Congress.
- 第二款：本条除非在国会将其提交各州之日起七年以内，由四分之三州议会批准为宪法修正案，不得发生效力。

## 与第十二条修正案的互动
根据第二十二条修正案的措辞，其重点在于限制个人當選总统超过两次——即个人在其一生内只能累计当选总统最多两次，不管这两次所代表的总统任期是连续的还是不连续的。关于该修正案的含义和适用，特别是与1804年批准的第十二条修正案的关系，引发了一些问题。第十二条修正案规定，“任何在宪法上不符合总统资格的人也不能担任美国副总统。”虽然第十二条修正案规定总统和副总统的年龄、公民身份和居住地的宪法资格，但尚不清楚由于任期限制而不具备总统当选资格的人是否可以被选为副总统。由于这一模糊性，曾两次当选总统的人可能会被选为副总统，并由于现任总统的死亡、辞职或被免职而继任总统，或从美国总统继任顺序中的其他规定职位继任总统。
一些人认为，第二十二条修正案和第十二条修正案禁止任何两届总统担任副总统，以及从总统继任顺序中的任何位置继任总统。另一些人则认为，第十二条修正案的原始意图是关于服务资格（年龄、居住地和公民身份），而第二十二条修正案是关于当选资格，因此曾任两届总统的人仍然有资格担任副总统。没有任何修正案限制某人被选为副总统并继任总统以完成剩余任期的次数，尽管该人可能被禁止竞选额外的总统任期。这种区别的实际适用性尚未得到检验，因为没有任何人曾结束总统任期后再当选副总统，不论其任期长短。

## 應用
自1951年憲法修正案生效以來，有7位總統當選兩個任期，因此不能再競選第三個任期，包括德怀特·艾森豪威尔、理查德·尼克松、罗纳德·里根、比尔·克林顿、乔治·沃克·布什、贝拉克·奥巴马、唐納·川普（第45、47任）。

## 外部連結
- AMENDMENT XXII （页面存档备份，存于） （英文）